# 岡部楓子
岡部 楓子（おかべ ふうこ、1995年3月22日 - ）は、TSKさんいん中央テレビの女性アナウンサー。

## 来歴
神奈川県横浜市青葉区出身。森村学園幼稚園・初等部・中等部・高等部、慶應義塾大学総合政策学部総合政策学科卒業。身長156cm、血液型A型。
2017年4月にTSKさんいん中央テレビに入社。同期入社のアナウンサーは平川翔也・須田泰生（現・ODYSSEY所属 eスポーツキャスター）。
2021年2月5日、自身と同学年かつ、担当中の『イット!』の裏番組である BSS山陰放送『テレポート山陰』キャスターの同局アナウンサー・小林健和と結婚。同年5月に妊娠中であることを公表し、同年7月から産休に入っている。
2021年8月19日第1子を出産したことを夫の小林健和の口から伝えられた。

## 人物・エピソード
- 高校時代、いわゆる“ヤンキー”だった。岡部曰く「ギャルを目指そうとした結果」。
- 元カレと一緒に、カメやヘビを食べていた事がある。

上記2つのエピソードは、2020年4月18日にフジテレビ系列で放送された『さんまのFNS全国アナウンサー一斉点検』で取り上げられ、見事、その日一番の“ヤバい”アナウンサーであるとされる「ヤバウンサー」に認定された。

## 現在の出演・担当番組
- TSK Live News イット!（2019年8月 - ）
  - 月・火曜キャスター（2019年8月 - 2020年3月）
  - 月～金曜キャスター（2020年4月 - 2020年6月）
  - 月～水曜キャスター（2020年7月 - 2021年6月）
- ヤッホー![1]
- FNN Live News days〈ローカルパート担当〉

## 過去の出演・担当番組
- さんまのFNS全国アナウンサー一斉点検（フジテレビ系列・2020年4月18日）
  - 出演アナウンサーの中で一番“ヤバい”「ヤバウンサー」に認定された。詳細は前述。